# Mark Israilewitsch Dworezki
Mark Israilewitsch Dworezki, auch Dvoreckij (russisch Марк Израилевич Дворецкий, wiss. Transliteration Mark Izrailevič Dvoreckij; * 9. Dezember 1947 in Moskau; † 26. September 2016), war ein russischer, früher sowjetischer Schachspieler, -trainer und -autor. Er wird am verbreitetsten gemäß englischer Transkription Mark Dvoretsky geschrieben, seltener auch Mark Dvoretzky.

## Werdegang
Dworezki begann 1972, nach Abschluss seines Universitätsstudiums der Ökonomie, seine Tätigkeit als Schachlehrer. Er arbeitete unter anderem gemeinsam mit Ex-Weltmeister Michail Botwinnik in dessen Botwinnik-Schachschule mit den größten sowjetischen Schachtalenten.
Als aktiver Schachspieler gewann Dworezki 1973 die Meisterschaft von Moskau, belegte 1974 bei den 22. UdSSR-Meisterschaften in Leningrad einen geteilten fünften Platz und gewann 1975 die B-Gruppe des Hoogovens-Turniers. Danach wurde er 1975 von der FIDE zum Internationalen Meister ernannt.
Dworezki gewann mit Burevestnik Moskau die sowjetische Vereinsmeisterschaft 1976 und den European Club Cup 1976 und 1979.
Dworezki zählte zu seinen bedeutendsten Schülern die Großmeister Waleri Tschechow, Artur Jussupow und Sergei Dolmatow, die unter Dworezkis Schulung die individuelle Jugendweltmeisterschaft gewannen, sowie den Weltklassespieler und WM-Kandidaten Alexei Drejew. Gemeinsam mit Jussupow führte er zwischen 1990 und 1992 eine Schachschule, in der unter anderem die erfolgreichen Großmeister Viswanathan Anand, Pjotr Swidler, Wadim Swjaginzew und Sergej Movsesjan trainierten. 2004 erhielt Dworezki den Titel FIDE Senior Trainer. Er verfasste eine Reihe bedeutender Schachbücher, die in zahlreiche Sprachen übersetzt wurden. Seine Endspieluniversität wurde bereits beim Erscheinen als „moderner Klassiker“ bezeichnet.
Seine beste Elo-Zahl war 2540 im Januar 1976. Seine letzte Elo-Zahl betrug 2465; er wurde allerdings zuletzt als inaktiv geführt, da er nach einem Wettkampf der niederländischen Meesterklasse in der Saison 2009/10 keine gewertete Partie mehr gespielt hatte.

## Werke
- Geheimnisse gezielten Schachtrainings. Zürich, Olms, 1993 ISBN 3-283-00254-1.
- Moderne Schachtaktik: Lektionen von Rußlands Spitzentrainer, Zürich, Olms, 1994 ISBN 3-283-00278-9.
- zus. mit Artur Jussupow: Positionelles Schach: Wie man sein Stellungsgefühl trainiert, Zürich, Olms, 1996 ISBN 3-283-00322-X.
- Geheimnisse der Schachstrategie: Lektionen von Rußlands Spitzentrainer, Zürich, Olms, 1999 ISBN 3-283-00362-9.
- zus. mit Artur Jussupow: Angriff und Verteidigung: Lektionen und Materialien aus der Dworetski-Jussupow-Schachschule, Zürich, Olms, 1999 ISBN 3-283-00356-4.
- zus. mit Artur Jussupow: Der selbständige Weg zum Schachprofi: Geheimnisse und Tips aus einer neuen Schachschule, Joachim Beyer Verlag, Eltmann 2006 ISBN 978-3-88805-481-5.
- Die Endspieluniversität: Essentielles Endspielwissen für Amateur und Profi, Nördlingen, Chessgate, 2003, ISBN 3-935748-02-7.
- Die Universität der Schachanalyse: Das Mittelspiellehrbuch für den Praktiker. New In Chess, 2009, ISBN 978-90-5691-300-7.
- zus. mit Oleg Pervakov: Studien für Praktiker. Jussupow Schachakademie, 2009, ISBN 978-3-933365-14-9.
- Für Freunde und Kollegen – Band 1. Beruf: Trainer. Jussupow Schachakademie Verlag, 2011, ISBN 978-3933365231.
- Für Freunde und Kollegen – Band 2. Publikationen. Jussupow Schachakademie Verlag, 2012, ISBN 978-3933365248.
- Trainingshandbuch – Band 1. Aufmerksamkeit gegenüber gegnerischen Möglichkeiten. Jussupow Schachakademie Verlag, 2012 ISBN 978-3933365255.
- Trainingshandbuch – Band 2. Ausschlussmethode & Fallenspiel. Jussupow Schachakademie Verlag, 2013 ISBN 978-3933365484.
- Trainingshandbuch – Band 3. Prophylaktisches Denken. Jussupow Schachakademie Verlag, 2013 ISBN 978-3933365279.
- zus. mit Artur Jussupow: Effektives Eröffnungstraining: Geheimnisse und Tips aus einer neuen Schachschule, Joachim Beyer Verlag, Eltmann 2015, ISBN 978-3-95920-011-0.
- zus. mit Artur Jussupow: Effektives Endspieltraining: Geheimnisse und Tips aus einer neuen Schachschule, Joachim Beyer Verlag, Eltmann 2016, ISBN 978-3-95920-027-1.